# いわて公務員・医療・ビジネス専門学校
いわて公務員・医療・ビジネス専門学校（いわてこうむいん・いりょう・ビジネスせんもんがっこう）は、岩手県盛岡市に所在していた専修学校。

## 概要
1927年に開設の私塾盛岡裁縫普及会を起源とする。
2014年4月にビジネスの専門学校として開校。
2018年4月に盛岡社会福祉専門学校から医療ビジネス学科が移転してきて、いわて公務員・医療・ビジネス専門学校となる。
総合学科と教養学科が設置されていた。
2023年3月に閉校。